# What We Do in the Shadows (serie televisiva)
What We Do in the Shadows (lett. "Cosa facciamo nelle ombre") è una serie televisiva statunitense di genere commedia e horror strutturata come falso documentario sulla vita di quattro vampiri che convivono a Staten Island.
L'emittente televisiva FX ha trasmesso la prima stagione nel 2019; la seconda stagione viene trasmessa su FX a partire dal 15 aprile 2020.
La serie è il secondo spin-off canonico dell'omonimo film Vita da vampiro - What We Do in the Shadows (2014), analogamente alla serie televisiva Wellington Paranormal (2018).
In Italia le prime due stagioni della serie sono andate in onda su Fox dal 31 ottobre 2019 mentre dalla terza è resa disponibile su Disney+. La serie viene poi trasmessa in chiaro sul canale Rai 4.
Poco dopo l'annuncio della data di uscita della quarta, sono state confermate anche una futura quinta e sesta, nonché ultima, stagione.

## Trama
Nandor, Laszlo, Nadja e Colin sono quattro vampiri che vivono in una casa di Staten Island insieme al famiglio Guillermo, che brama di diventare a sua volta una creatura delle tenebre. Una troupe televisiva segue la loro vita quotidiana e li intervista per realizzare un documentario.

## Episodi
| Stagione         | Episodi | Prima TV USA | Prima TV Italia |
| ---------------- | ------- | ------------ | --------------- |
| Prima stagione   | 10      | 2019         | 2019            |
| Seconda stagione | 10      | 2020         | 2020            |
| Terza stagione   | 10      | 2021         | 2022            |
| Quarta stagione  | 10      | 2022         | 2023            |
| Quinta stagione  | 10      | 2023         | 2024            |
| Sesta stagione   | 11      | 2024         | TBA             |

## Personaggi ed interpreti

### Personaggi principali
- Nandor l'Implacabile, interpretato da Kayvan Novak, doppiato da Paolo De Santis. Vampiro ottomano di oltre 700 anni.
- Laszlo Cravensworth, interpretato da Matt Berry, doppiato da Luca Graziani. Vampiro inglese di nobili origini.
- Nadja di Antipaxos, interpretata da Natasia Demetriou, doppiata da Lilli Manzini. Vampira rom proveniente dall'isola greca di Antipasso e moglie di Laszlo.
- Guillermo De la Cruz, interpretato da Harvey Guillén, doppiato da Ugo De Cesare. Famiglio di Nandor.
- Colin Robinson, interpretato da Mark Proksch, doppiato da Dado Coletti. Vampiro psichico che si nutre di energia tediando le persone.

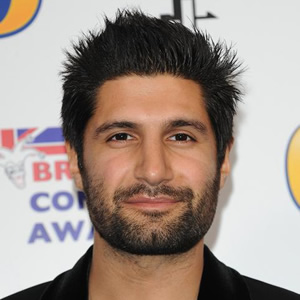
Kayvan Novak
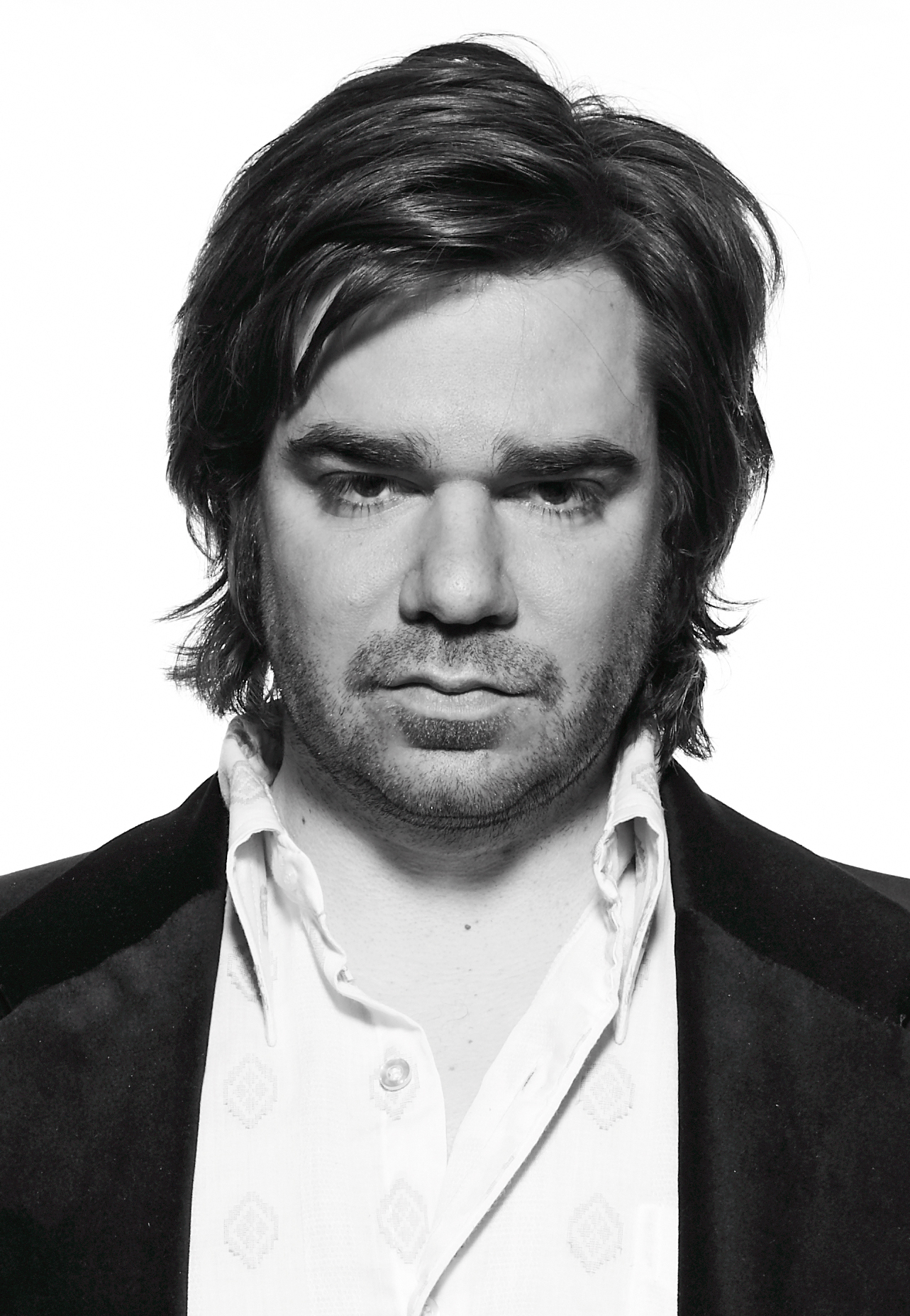
Matt Berry
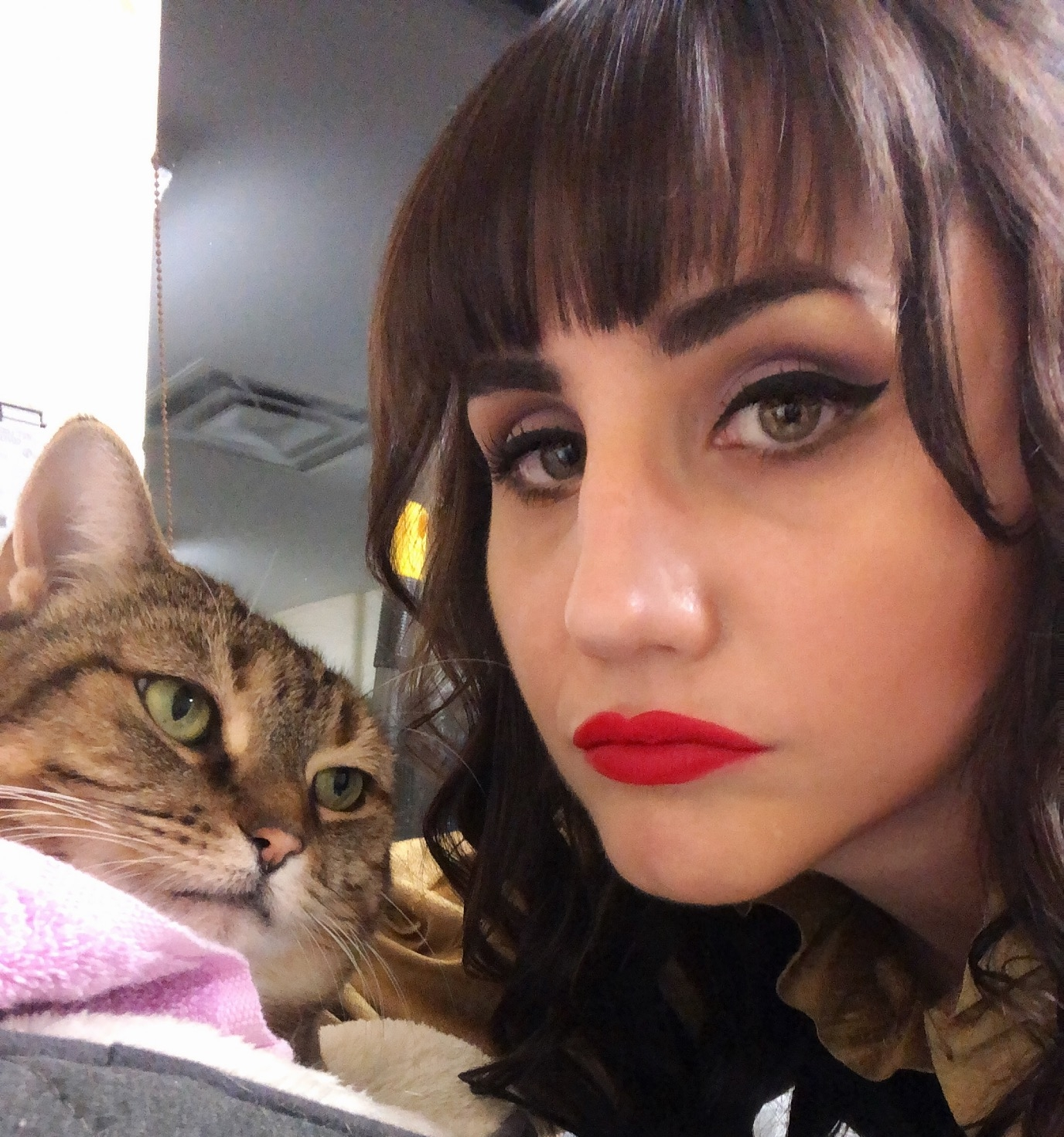
Natasia Demetriou
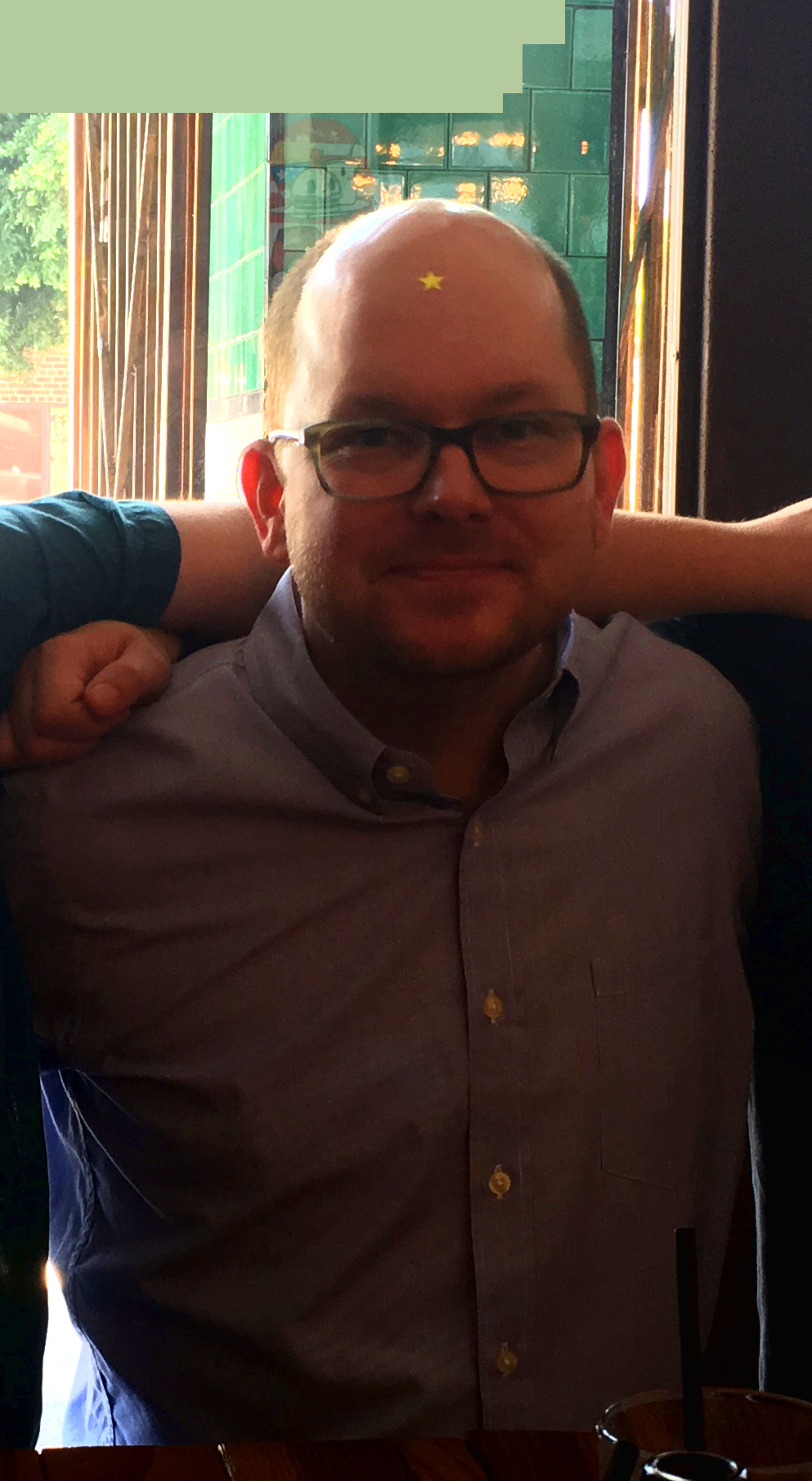
Mark Proksch

### Personaggi ricorrenti
- Barone Afanas, interpretato da Doug Jones, doppiato da Luciano Roffi. Antico e temuto vampiro ospite dei protagonisti.
- La guida, interpretata da Kristen Schaal. Membro del Consiglio dei Vampiri. Cerca spesso l'approvazione e l'amicizia degli altri vampiri, che però la ignorano.
- Jenna, interpretata da Beanie Feldstein, doppiata da Jessica Bologna. Ragazza molto timida che scopre i cambiamenti del proprio corpo dopo essere stata vampirizzata da Nadja.
- Jeff Suckler, interpretato da Jake McDorman, doppiato da Fabrizio Dolce. Reincarnazione di Gregor, storico amante di Nadja.
- Sean Rinaldi, interpretato da Anthony Atamanuik. Vicino di casa umano dei vampiri.
- Shanice, interpretata da Veronika Slowikowska.
- Topher, interpretato da Haley Joel Osment, doppiato da Fabio Gervasi.

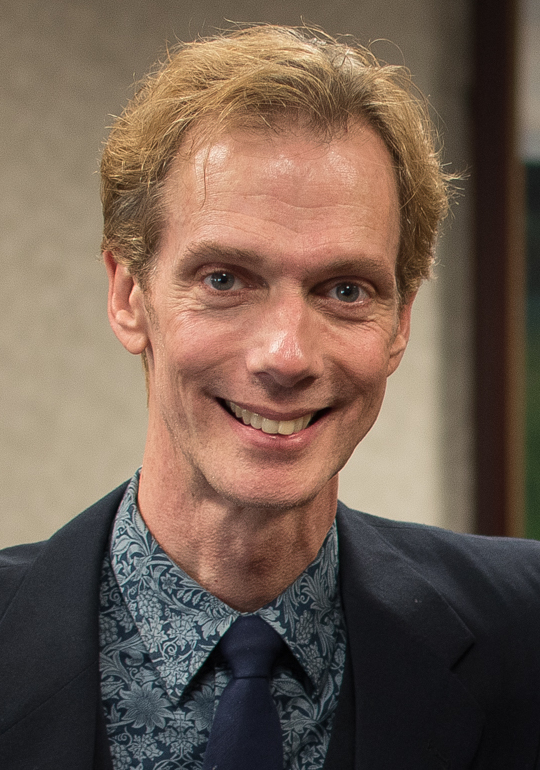
Doug Jones
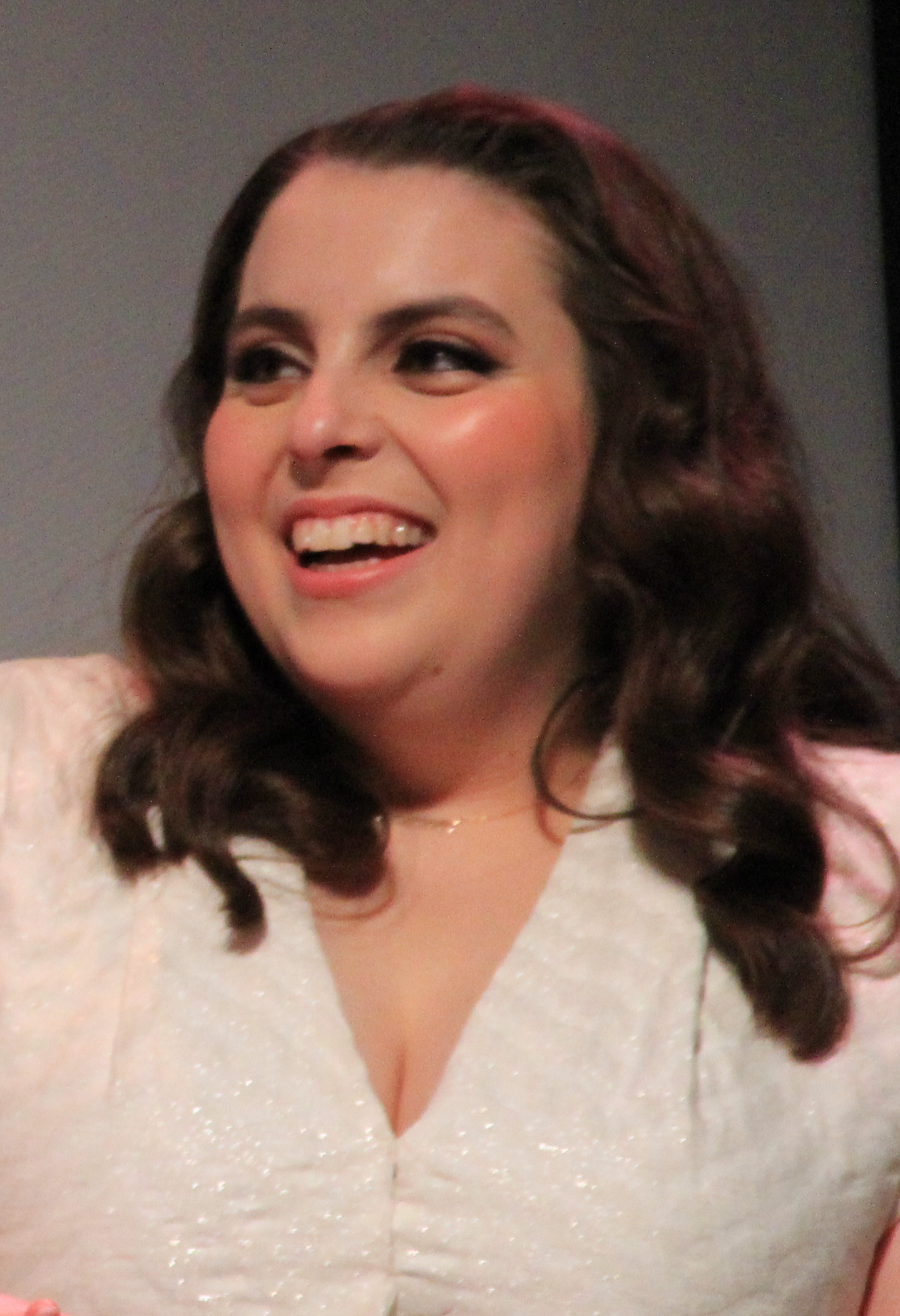
Beanie Feldstein

### Personaggi secondari
- Evie Russell, interpretata da Vanessa Bayer, doppiata da Valentina De Marchi.
- Garrett, interpretato da Dave Bautista, doppiato da Simone Mori.
- Tilda, interpretata da Tilda Swinton, doppiata da Giò Giò Rapattoni.
- Evan, interpretata da Evan Rachel Wood, doppiata da Valentina Mari.
- Danny, interpretato da Danny Trejo, doppiato da Giovanni Petrucci.
- Paul, interpretato da Paul Reubens, doppiato da Teo Bellia.
- Wesley il vampiro diurno, interpretato da Wesley Snipes, doppiato da Roberto Draghetti.
- Jim il vampiro, interpretato da Mark Hamill, doppiato da Francesco Prando.

### Cameo
La serie conta numerosi cameo celebri, fra cui Mark Hamill, Tilda Swinton, Danny Trejo, Dave Bautista, Wesley Snipes, Evan Rachel Wood, Vanessa Bayer, Kristen Schaal, Paul Reubens, Haley Joel Osment, Donal Logue, Scott Bakula, Patton Oswalt e Benedict Wong. Tornano anche i tre vampiri del film originale, interpretati da Taika Waititi, Jemaine Clement e Jonathan Brugh.

## Produzione

### Sviluppo
Il 22 gennaio 2018, venne annunciato che FX aveva ordinato un episodio pilota, scritto da Jemaine Clement e diretto da Taika Waititi, entrambi produttori esecutivi insieme a Scott Rudin, Paul Simms, Garrett Basch ed Eli Bush. Il 3 maggio 2018, venne ordinata l'intera prima stagione, composta da 10 episodi.

### Casting
Oltre all'annuncio dell'ordine del pilota, venne annunciato che Kayvan Novak, Matt Berry, Natasia Demetriou e Harvey Guillen avrebbero recitato nell'episodio. Il 7 febbraio 2018, venne annunciato che Doug Jones, Beanie Feldstein, Jake McDorman e Mark Proksch erano stati scelti per recitare nel pilot. L'11 aprile 2018, venne riferito che Hayden Szeto, avrebbe recitato nell'episodio.

### Riprese
Le riprese della prima stagione, si sono svolte dal 22 ottobre al 18 dicembre 2018 a Toronto, in Canada.

### Musica
La canzone usata come sigla d'apertura è You're Dead di Norma Tanega.

### Rinnovi
La serie è stata rinnovata per una seconda stagione di 10 episodi, trasmessa a marzo 2020. Il 22 maggio 2020 la serie viene rinnovata per una terza stagione. Il 13 agosto 2021, poco prima della messa in onda della terza stagione, viene rinnovata per una quarta stagione.poi rinnovata per una quinta stagione e per una sesta e ultima stagione 

## Promozione

### Marketing
Il 31 ottobre 2018, vennero rilasciasti una serie di trailer della serie, seguiti da un altro teaser trailer, il 10 gennaio 2019. Il 14 febbraio 2019, è stato pubblicato il trailer ufficiale.

## Distribuzione

### Anteprima
Il 7 ottobre 2018, la serie ha tenuto un panel all'annuale Comic Con di New York, moderato da Alan Sepinwall di Rolling Stone e con i co-creatori Taika Waititi e Jemaine Clement, insieme al collega e produttore esecutivo Paul Simms. Prima dell'inizio del panel, fu proiettato il primo episodio. La prima mondiale della serie è stata proiettata durante il South by Southwest ad Austin, in Texas, come parte della serie "Episodic Premieres" del festival.

### Trasmissione
Il 4 febbraio 2019, è stato annunciato che la serie sarebbe andata in onda su FX dal 27 marzo 2019.

## Accoglienza

### Critica
La serie è stata accolta molto positivamente dalla critica. Sull'aggregatore di recensioni Rotten Tomatoes ha un indice di gradimento del 94% con un voto medio di 7,84 su 10, basato su 68 recensioni. Il commento consensuale del sito recita:
Su Metacritic ha un punteggio di 80 su 100, basato su 28 recensioni, indicando recensioni "generalmente favorevoli".

## Premi e riconoscimenti
- 2019 - Premio Emmy
  - Candidatura come Miglior fotografia per una serie single-camera di mezz'ora a D.J. Stipsen
  - Candidatura come Miglior missaggio per una serie drammatica o commedia con episodi inferiori ai 30 minuti e d'animazione
- 2020 - Premio Emmy
  - Candidatura come Miglior serie commedia
  - Candidatura come Miglior sceneggiatura per una serie commedia a Sam Johnson e Chris Marcil per l'episodio Collaborazione
  - Candidatura come Miglior sceneggiatura per una serie commedia a Paul Simms per l'episodio Fantasmi
  - Candidatura come Miglior sceneggiatura per una serie commedia a Stefani Robinson per l'episodio La Grande Fuga
  - Candidatura come Miglior casting per una serie commedia
  - Candidatura come Miglior missaggio per una serie drammatica o commedia con episodi inferiori ai 30 minuti e d'animazione
  - Candidatura come Miglior montaggio video per una serie commedia single-camera
- 2021 - Critics' Choice Super Award
  - Candidatura come Miglior serie fantasy
  - Candidatura come Miglior attore in una serie fantasy a Kayvan Novak
- 2024 - Critics' Choice Awards[20]
  - Candidatura come miglior serie commedia